# João Maria Ferreira do Amaral (Governador de Macau)
João Maria Ferreira do Amaral (Lisboa, 4 de Março de 1803 — Macau, 22 de Agosto de 1849) foi oficial da Marinha Portuguesa e governador de Macau.

## Biografia
Em 1821, Ferreira do Amaral era aspirante de Marinha e iniciou a sua carreira servindo na esquadra do Brasil. Após a separação do Brasil de Portugal, todas as províncias proclamaram o Império, excepto a Bahia que permaneceu fiel à metrópole, e rendeu-se apenas em Julho de 1823, depois de vários combates entre portugueses e brasileiros. A 7 de janeiro de 1823, durante a Batalha de Itaparica, distinguiu-se o guarda-marinha Ferreira do Amaral, pela sua bravura em combate: sob as ordens imediatas do capitão-de-fragata Joaquim José da Cunha, então comandante da nau D. João VI, tendo o braço direito despedaçado por uma bala de canhão, no desembarque da praia da ponta do Mocambo, mesmo ferido gravemente continuou a comandar os seus homens na carga, até ser recolhido a bordo do bergantim Prontidão, onde lhe foi amputado o braço. Apesar de mutilado, prosseguiu na sua carreira e foi promovido a tenente.
Durante o período da Guerra Civil, foi um dos poucos oficiais da Marinha que conseguiram emigrar e apresentar-se na Ilha Terceira ao serviço do partido constitucionalista. Fez parte do desembarque do Mindelo e teve muitas outras missões importantes durante as Campanhas da Liberdade, com especial relevo para a defesa de Lisboa pelo lado oeste, em 1833, enquanto comandante do brigue São Boaventura e da esquadrilha do Ribatejo. No fim da guerra era já oficial superior.
Até 1844 comandou vários outros navios, entre os quais a corveta Urânia, que usou em missões diplomáticas no Mediterrâneo, e a fragata Diana na qual desempenhou importante missão ao Brasil e ao Rio da Prata, em defesa dos interesses e segurança dos portugueses. Serviu em Angola, onde comandou a estação naval e distinguiu-se no combate ao tráfico de escravos. Prendeu um negreiro, Arsénio Pompílio, que foi encarcerado no castelo de São Jorge e escreveu folhetos difamatórios contra Ferreira do Amaral, mas que não lhe abalaram o prestígio. Era deputado por Angola, em 1846 , quando foi nomeado governador de Macau.
Em consequência da Primeira Guerra do Ópio, Inglaterra fundou uma colónia na ilha de Hong Kong, que se tornou o porto ocidental mais importante na China.
Estes acontecimentos levaram o governo de Portugal, em 1844, a decidir tornar Macau uma verdadeira colónia portuguesa. Em 1845, a cidade foi declarada um porto franco e tornada independente do governo da Índia, ao qual estava sujeita até então.
Macau tinha até então duas alfândegas: a portuguesa, que cobrava impostos sobre o comando dos navios nacionais, constituindo a única renda pública de que se pagava aos funcionários da cidade; e a chinesa (o Ho-pu), cujos impostos eram cobrados pelos mandarins do Império Chinês. O Governador Ferreira do Amaral expulsou os mandarins de Macau, aboliu a alfândega chinesa, pôs fim ao pagamento de vários tributos e impostos (de entre os quais o aluguer de Macau) às autoridades chinesas, abriu os portos, construiu estradas nos campos anteriormente vedados pelos chineses, ocupou oficialmente a ilha da Taipa, lançou tributos e reorganizou os serviços públicos.
O seu governo enérgico, em defesa dos interesses de Portugal e pelo domínio do território, desagradou aos mandarins, que trataram de eliminar tão determinado inimigo. Na tarde do dia 22 de Agosto de 1849, Ferreira do Amaral saiu para um passeio a cavalo, acompanhado pelo seu ajudante de ordens Jerónimo Pereira Leite, passou as Portas do Cerco e foi atacado por um grupo de chineses que o mataram à cutilada.
Logo após a este acontecimento trágico, decorreu a famosa Batalha do Passaleão, considerada o único verdadeiro "conflito" bélico entre as forças militares portuguesas e chinesas.

### Estátua do Governador
Está albergada no jardim da Alameda da Encarnação a estátua do governador de Macau João Maria Ferreira do Amaral, transferido de Macau antes de 1999.